# Power Slap
Power Slap — американская компания, организатор турниров по пощёчинам. Принадлежит американскому бизнесмену Дэйне Уайту, который также является президентом Ultimate Fighting Championship (UFC).

## Правила
После подбрасывания монеты, чтобы решить, кто бьёт первым, у первого спортсмена есть 1 минута (60 секунд), чтобы нанести пощечину открытой ладонью противнику. Пощечина должна быть ниже глаз, но выше подбородка. Те, кого ударяют, не могут вздрагивать, поднимать плечо или втягивать подбородок. После удара у получившего пощечину участника есть 60 секунд, чтобы прийти в себя, прежде чем настанет его очередь бить пощёчину. 
Бои, которые не заканчиваются нокаутом и длятся три раунда, решаются судьями с использованием 10-балльной системы оценкой. Баллы считаются по эффективности ударов, а также по реакции и времени восстановления тех, кому их наносят. Титульные бои длятся пять раундов, а в случае ничьей проводится дополнительный раунд для определения победителя боя.

## Турниры
| №  | Турнир                                           | Дата             | Место                   | Город, Страна              |
| -- | ------------------------------------------------ | ---------------- | ----------------------- | -------------------------- |
| 11 | Power Slap 11: Da Crazy Hawaiian vs. Dumpling 2  | 30 января 2025   | The Venue               | Эр-Рияд, Саудовская Аравия |
| 10 | Power Slap 10: The Bell vs. Perez                | December 6, 2024 | Fontainebleau Las Vegas | Лас Вегас, США             |
| 9  | Power Slap 9: Da Crazy Hawaiian vs. Dumpling     | 24 октября 2024  | Space42 Arena           | Абу-Даби, ОАЭ              |
| 8  | Power Slap 8: Da Crazy Hawaiian vs. Van Heerden  | 28 июня 2024     | Fontainebleau Las Vegas | Лас Вегас, США             |
| 7  | Power Slap 7: The Bell vs. Phillips              | 12 апреля 2024   | UFC Apex                | Лас Вегас, США             |
| 6  | Power Slap 6: KO Chris vs. Muniz                 | 9 февраля 2024   | Durango Casino          | Спринг-Валли, США          |
| 5  | Power Slap 5: Da Crazy Hawaiian vs. Vakameilalo  | 25 октября 2023  | UFC Apex                | Лас Вегас, США             |
| 4  | Power Slap 4: Hintz vs. Turpin                   | 9 августа 2023   | UFC Apex                | Лас Вегас, США             |
| 3  | Power Slap 3: Hintz vs. Wolverine                | 7 июля 2023      | UFC Apex                | Лас Вегас, США             |
| 2  | Power Slap 2: Wolverine vs. The Bell             | 24 мая 2023      | UFC Apex                | Лас Вегас, США             |
| 1  | Power Slap 1: Darius the Destroyer vs. Wolverine | 11 марта 2023    | UFC Apex                | Лас Вегас, США             |